# Дома 1242 км
Дома 1242 км (рос. Дома 1242 км) — сільський населений пункт без офіційного статусу в Кезькому районі Удмуртії, Росія.
Населення — 2 особи (2010; 7 в 2002).
Національний склад станом на 2002 рік:
- удмурти — 100 %